# Piesarthrius reticulaticollis
Piesarthrius reticulaticollis är en skalbaggsart som beskrevs av Mckeown 1940. Piesarthrius reticulaticollis ingår i släktet Piesarthrius och familjen långhorningar. Inga underarter finns listade i Catalogue of Life.